# NGC 1398
NGC 1398 је спирална галаксија у сазвежђу Пећ која се налази на NGC листи објеката дубоког неба.
Деклинација објекта је - 26° 20' 14" а ректасцензија 3h 38m 52,0s. Привидна величина (магнитуда) објекта NGC 1398 износи 9,8 а фотографска магнитуда 10,6. Налази се на удаљености од 16,1000 милиона парсека од Сунца. NGC 1398 је још познат и под ознакама ESO 482-22, MCG -4-9-40, AM 0336-263, IRAS 03367-2629, PGC 13434.